# Leptophobia eucosma
Leptophobia eucosma är en fjärilsart som först beskrevs av Nicolas Grigorevich Erschoff 1875.  Leptophobia eucosma ingår i släktet Leptophobia och familjen vitfjärilar. Inga underarter finns listade i Catalogue of Life.